# Discriminación genética
La discriminación genética, también conocida como genoísmo, ocurre cuando las personas son tratadas de manera diferente y afecta al individuo, por ejemplo por su empleador, escuela o por su compañía de seguros, debido a que tienen o aparentan tener una mutación genética que podría causar o incrementar el riesgo de padecer un trastorno hereditario. También puede referirse a cualquier tipo de discriminación sustentada en el genotipo de una persona en lugar de sus propios méritos. 
Este término proviene del concepto de genismo, el cual define que las características y capacidades humanas están determinadas por genes.

## Estatus legal en los Estados Unidos
De acuerdo con la Ley de no discriminación por información genética promulgada el 21 de mayo de 2008, la discriminación genética es ilegal en los Estados Unidos. Dicha ley prohíbe a los empleadores usar la información genética para tomar decisiones acerca de contrataciones, despidos, inserciones laborales, o ascensos. Esta iniciativa se promulgó como ley durante la administración del presidente George W. Bush el 21 de mayo de 2008. La ley tiene lagunas respecto a los seguros de vida y la atención a largo plazo de las compañías aseguradoras, lo cual ha causado inconvenientes para algunos pacientes sometidos a exámenes genéticos.

### Discriminación por los seguros de salud
Gran parte de la preocupación de los Estados Unidos sobre la discriminación genética se centra en el sistema de salud privado, en el cual, antes de que se promulgara la Ley de Protección al Paciente y Cuidado de Salud Asequible, existía una discriminación activa basada en las condiciones del paciente. Con la aprobación de ambas leyes, es ilegal discriminar no solo a las personas predispuestas a padecer cierta condición médica, sino también a aquellas que reciben tratamiento activo para dicho padecimiento. En 2008, el New York Times reportó que algunas personas evadían los exámenes genéticos por miedo a que eso afectara sus posibilidades de conseguir un seguro o encontrar empleo. El periódico proporcionó, también, evidencia de que este tipo de discriminación era poco común.

## Exámenes genéticos en el ámbito laboral
Algunas personas poseen genes que los vuelven más susceptibles a desarrollar alguna enfermedad como resultado de determinada exposición laboral. Por ejemplo, trabajadores que presentan sensibilidad al berilio y beriliosis crónica son más propensos de portar el gen HLA-DPB1 que aquellos sin estas predisposiciones. Ofreciendo exámenes genéticos a los trabajadores y reservando los resultados para uso único del mismo, los empleadores pueden proteger a aquellos genéticamente susceptibles a ciertas enfermedades. Una compañía fabricante de derivados de berilio inició un programa piloto para examinar a los trabajadores potenciales y detectar el gen HLA-DPB1 en un laboratorio universitario. La compañía pagó por el asesoramiento y las pruebas, pero no recibió los resultados que identificaban a los trabajadores que portaban el gen.
En 1991, el Consejo Americano de Asociaciones Médicas sobre Asuntos Éticos y Judiciales sugirió los siguientes que los cinco puntos a considerar sean verdaderos para que la aplicación de exámenes genéticos por parte de un empleador sea apropiada:
- La enfermedad se desarrolla con tal rapidez que el monitoreo resultaría ineficaz para prevenirla.
- El examen genético es altamente preciso.
- La variación genética provoca una susceptibilidad elevada a una enfermedad ocupacional.
- Para proteger a los trabajadores susceptibles, se requiere hacer un gasto adicional para disminuir el nivel de la sustancia tóxica en el lugar de trabajo.
- El trabajador debe dar su consentimiento informado previamente a la aplicación del examen genético.

En la actualidad están siendo implementadas varias medidas de control de salud laboral similares a los exámenes genéticos. En 1978 DuPont reportó haber analizado solicitantes afroamericanos para el rasgo de células falciformes y restringiéndoles la exposición a compuestos nitro y aminas. Sin embargo, investigaciones indican que los trabajadores o solicitantes no aprovecharían los exámenes genéticos por motivos de posible discriminación. En 1995, un sondeo de opinión pública encontró que más del 85% de los encuestados estaba preocupado por el acceso y el uso de la información genética por parte de aseguradoras y empleadores. Lo mismo sucedió en el caso de los fabricantes de derivados de berilio descrito anteriormente, la cantidad de trabajadores que participó en los exámenes genéticos fue tan baja que la compañía decidió en lugar de implementar una «mejora al modelo preventivo de controles en el lugar de trabajo».

## En la cultura popular
El término genoismo es un neologismo acuñado por Andrew Niccol, director y escritor de la película Gattaca (1997), el término es usado para describir la discriminación genética no ética e ilegal. Se realizan predicciones sobre el rendimiento físico y mental gracias a la genética del ADN obtenido de cabello, piel, uñas, saliva, hisopos, pestañas, etc. Al nacer, una serie de características genéticamente inducidas son calculadas: la capacidad física e intelectual, la esperanza de vida, las posibles enfermedades y probables causas de muerte son determinadas a través de muestras de sangre y exámenes genéticos. Las entrevistas de trabajo, contratación de seguros de vida, e incluso las parejas potenciales pueden ser decididas de acuerdo con la calidad percibida en el ADN de una persona gracias a los avances en la secuenciación del genoma. Esto le dio un giro irónico al concepto darwiniano de selección sexual por buenos genes. De acuerdo con la película, «ahora tenemos discriminación hasta en la ciencia».

«Mi padre tenía razón. No importaba si mentía en mi currículum. La realidad estaba en mis células. ¿Por qué alguien invertiría en mí cuando existían miles de personas más mucho mejores que yo? Claro, es ilegal discriminar, “Genoismo” lo llaman. Pero nadie toma la ley en serio. Si te niegas a hablar, pueden, simplemente, tomar una muestra de una puerta, incluso la saliva en tu solicitud. Si hay dudas, un test antidrogas completamente legal puede convertirse en una forma, ilegal, de conocer tu futuro en la compañía». 

My father was right. It didn't matter how much I lied on my resume. My real resume was in my cells. Why should anybody invest all that money to train me when there were a thousand other applicants with a far cleaner profile? Of course, it's illegal to discriminate, 'genoism' it's called. But no one takes the law seriously. If you refuse to disclose, they can always take a sample from a door handle or a handshake, even the saliva on your application form. If in doubt, a legal drug test can just as easily become an illegal peek at your future in the company.
Vincent Freeman (Ethan Hawke)Gattaca, 1997